# Accident of Birth
Accident of Birth är ett musikalbum med Bruce Dickinson, släppt 12 maj 1997.
Det är Bruce Dickinsons fjärde soloalbum, och efter att föregångarna Balls to Picasso (1994) och Skunkworks (1995) varit mer alternativ rock blev det en återgång till mer klassisk hårdrock. Medverkar gör även Adrian Smith, som precis som Dickinson hade varit med i Iron Maiden. Albumet fick gott mottagande och Bruce Dickinson fortsatte sitt samarbete med Roy Z på The Chemical Wedding (1998) och Tyranny of Souls (2005).

## Tillkomst
Efter att Skunkworks splittrats var Dickinson osäker på hur han skulle fortsätta sin musikaliska bana. Han var besviken över ointresset för hans tidigare album, men fick förnyad entusiasm när Roy Z hörde av sig med nya låtförslag i tyngre hårdrocksstil. Dickinson begav sig omedelbart till Los Angeles och tillsammans skrev de albumet Accident of Birth. Adrian Smith tillfrågades om han ville medverka och han kom även att bidra med ett par låtar. Utöver Roy Z och Adrian Smith bestod bandet av Eddie Cassilas på bas och David Ingraham på trummor, som båda tillhörde Roy Z:s band Tribe of Gypsies och även spelade på Balls to Picasso.

## Titeln och låttexterna
Titelspåret (ungefärlig svensk översättning Födelseolycka) kommer från att Dickinsons mor under låtskrivandet berättade att han var ett resultat av en abort som gått fel, alltså att han var ett barn som inte skulle ha fötts. Själva låten handlar, enligt Dickinson, om en man vars familj är död och vill dra med honom till andra sidan. Toltec 7 Arrival, Starchildren, Omega och Arc of Space har enligt Dickinson alla ett löst gemensamt apokalyptiskt science fiction-tema, och Darkside of Aquarius handlar om Apokalypsens fyra ryttare. Taking The Queen är en fantasy-saga, medan Freak var inspirerad av en bekant till Roy Z och Welcome To The Pit handlar om "dirty, dark and wicked sex". Road To Hell handlar om Jesus på korset, medan både Man of Sorrows och The Magician handlar om Aleister Crowley.

## Edison
Omslaget till albumet gjordes av Derek Riggs, mest känd för att ha skapat Iron Maidens maskot Eddie och Iron Maidens samtliga omslag till album, singlar, affischer och turnéprogram mellan 1980 och 1990. Skivomslaget finns i tre versioner, då den blodigare europeiska originalversionen där Edison skjuter upp ur en mans mage ansågs för vulgär för den amerikanska marknaden. Den amerikanska versionen hade istället en närbild på dockan, som inte visar den blodiga magen. När skivan släpptes i nyutgåva 2005 hade den ett nytt ytteromslag, där dockan är genomstucken med nålar.

## Låtlista
1. Freak (Dickinson/Roy Z) 4:15
2. Toltec 7 Arrival (Dickinson/Roy Z) 0:37
3. Starchildren (Dickinson/Roy Z) 4:17
4. Taking The Queen (Dickinson/Roy Z)  4:49
5. Darkside of Aquarius (Dickinson/Roy Z) 6:42
6. Road To Hell (Dickinson/Smith) 3:57
7. Man of Sorrows (Dickinson) 5:20
8. Accident of Birth (Dickinson/Roy Z) 4:23
9. The Magician (Dickinson/Roy Z) 3:54
10. Welcome To The Pit (Dickinson/Smith) 4:43
11. Omega (Dickinson/Roy Z) 6:23
12. Arc of Space ((Dickinson/Roy Z) 4:18

På den japanska och amerikanska versionen inkluderas The Ghost of Cain (Dickinson/Smith) som låt 11.

## Bonus-cd i nyutgåvan 2005
1. Ghost of Cain
2. Accident of Birth (demo)
3. Starchildren (demo)
4. Taking the Queen (demo)
5. Man of Sorrows (Radio Edit)
6. Man of Sorrows (Orchestral Version)
7. Man of Sorrows (Spanish Version)
8. Darkside of Aquarius (demo)
9. Arc of Space (demo)

## Medverkande
- Bruce Dickinson – sång
- Adrian Smith – gitarr
- Roy Z   –  gitarr
- Eddie Casillas   – bas
- David Ingraham  –  trummor

- Silvia Tsi – violin (Taking the Queen, Man of Sorrows, Arc of Space)
- Rebecca Yeh  – cello (Taking the Queen, Man of Sorrows, Arc of Space)
- Richard Baker  – piano (Man of Sorrows)